# V358 Весов
V358 Весов (лат. V358 Librae) — одиночная переменная звезда в созвездии Весов на расстоянии (вычисленном из значения параллакса) приблизительно 11460 световых лет (около 3514 парсеков) от Солнца. Видимая звёздная величина звезды — от +13,4m до +12,6m.

## Характеристики
V358 Весов — оранжевая пульсирующая медленная неправильная переменная звезда (LB:) спектрального класса K. Эффективная температура — около 3806 К.